# 日本人と日本文化
『日本人と日本文化』（にほんじんとにほんぶんか）は、作家の司馬遼太郎とアメリカ人日本文学研究者・文芸評論家・翻訳家のドナルド・キーンが、1970年代初頭に行った日本人と日本文化の対談記。
当時『国盗り物語』『竜馬がゆく』『坂の上の雲』など、すでに多くの歴史小説を出版していた司馬と、英文版『日本文学史』（訳書も中央公論社）を執筆中のキーンが、平城宮跡、銀閣寺、適塾を舞台に会い、料理屋（料亭）で酒などを飲みながら話を交わすという設定で、ほぼ日本語で対談を行なった。
はしがきで司馬は、中央公論社の社長だった嶋中鵬二が引き合わせたと記し、以後の二人は終生の親友となった。20年後に2人は、続編の対談『世界のなかの日本 十六世紀まで遡（さかのぼ）って見る』（中公文庫ほか）を行っている。また交流は紀行文集『街道をゆく ニューヨーク散歩』（朝日文庫ほか）にも詳しい。

## 刊行書籍
- 『日本人と日本文化』（1972年5月、中公新書） ISBN 4121002857
- 『日本人と日本文化』（1984年4月、改版1996年8月、中公文庫） ISBN 4122026644